# Universiteit van Dubrovnik
De Universiteit van Dubrovnik (Kroatisch: Sveučilište u Dubrovniku) is een publieke onderzoeksuniversiteit, met haar hoofdcampus in Dubrovnik, Kroatië. De universiteit heeft haar wortels in verschillende instituties gewijd aan maritieme wetenschappen in de stad. In 1996 werd een Polytechnisch Instituut opgericht, dat in 2003 de status van volwaardig universiteit verkreeg. De universiteit is opgedeeld in zeven verschillende departementen.
In de QS World University Rankings van 2020 staat de Universiteit van Dubrovnik op een 251-300ste plaats in de EECA (Oost-Europa en Centraal-Azië) ranglijst, waarmee het de 5e Kroatische universiteit op de lijst is.